# SASUKE組
SASUKE組（さすけぐみ）は、かつてみちのくプロレスに存在したプロレスラーザ・グレート・サスケ/SASUKEを中心としたルード軍団。

## 概要

### 結成以前
1997年秋、ザ・グレート・サスケは、長年の命知らずな空中殺法により膝が限界に達していた。その治療のための長期欠場、およびみちのくプロレスの1998年1月での一時活動休止を宣言した。そしてその1月シリーズ最後の札幌中島体育センター大会において、セミファイナルの6人タッグに出場したサスケは海援隊★DXに膝を集中砲火され、TKO負け、以降長期欠場することとなる。メインイベントでMEN'Sテイオーからスーパーウェルター級王座を奪還したスペル・デルフィンは試合後みちのくの活動継続を希望。後日選手組合が中心となって団体の活動継続が発表される。このサスケ不在期間、デルフィンは海援隊★DXとの抗争に勝利して決着したこともあり、事実上みちのくのエースに君臨していた。
7月18日の矢巾町大会で復帰したサスケだったが、場外にプランチャを放った際に着地に失敗し左肩を脱臼。再び長期欠場してしまうこととなる。8月に復帰するものの8月23日にデルフィン、9月15日に星川尚浩にそれぞれシングルマッチで敗れるなど、結果の出せない日々が続く。特に星川に敗北した直後デルフィンに「サスケ、お前はもうみちプロに必要ないぞ！」と屈辱的な言葉を浴びせられてしまう。
9月23日の酒田大会では同年4月よりみちのくに参戦していた偽者コンビサスケ・ザ・グレート、マスクド・タイガーと決着を付けるべくサスケはタイガーマスクとのタッグでマスカラ・コントラ・マスカラ（敗れた一人がマスクを脱ぐルール）を行う。試合はタイガーマスクがマスクド・タイガーをフォールしみちのく正規軍が勝利するものの、サスケは試合後偽者コンビを認める言動を見せ、マスクを脱がさずにリングを降りるよう促すが、リングに上がってきたデルフィンがマスクド・タイガーのマスクを脱がす（正体は小野武志）。この行動に激怒したサスケは「俺がいない間にお前らデルフィンに洗脳されてるんじゃないか！？」「誰がみちプロのトップだと思ってんだよ！誰が社長だと思ってんだよ！俺だよ！俺の言うこと聞け！！」「みんなぬるま湯に浸かってんだ・・・みんなわがままになってんだ・・・」とデルフィン、正規軍を批判する発言を連発する。3日後の9月26日、名古屋栄公園における複合イベントの一環として開催されたみちのくの興行2連戦の初日に薬師寺正人と対戦したサスケは凶器を持参し試合前にはコーナーマットを背に座り込み（所謂レイヴェン座り）、試合もラフファイトを展開するなど、今までと違った闘い方を見せる。翌日9月27日のヨネ原人とのシングル戦では場外乱闘で交差点に躍り出る、他のイベントスペースに乱入するなど暴走行為を繰り広げる。

### SASUKE組結成
一連のサスケの行動を問題視したみちのくサイドは9月28日にサスケの2週間の出場停止を発表する。出場停止期間中、サスケはメキシコに赴き、CRAZY-MAXのシーマ・ノブナガ、スモー・フジ、ジュードー・スワの3人と接触。レトルトカレーで買収に成功し自陣営に取り込む。10月8日、水道橋にて会見を開いたサスケは、①リングネーム『ザ・グレート・サスケ』の使用禁止②入場曲『みちのくプロレスのテーマ』の使用禁止の2つの処分をみちのくが発表したことを受け、『トンパチ・マシンガンズ』の折原昌夫、小野武志、およびサスケ・ザ・グレートの3人を同席させ新リングネームとして『SASUKE』、この4人にCRAZY-MAXの3人を加えた7人で『SASUKE組』を結成することを宣言する（入場曲には横道坊主の『NOT FOR SALE』を使用）。10月18日の新日本プロレス神戸ワールド記念ホール大会で金本浩二と対戦したサスケは今までの赤マスクではなく牙の生えたような新しい青マスクで登場。以降SASUKEを名乗る試合ではこのマスクを付けるようになる。試合後獣神サンダー・ライガーがSASUKEとの合体を宣言。SASUKE組最高顧問に就任する。
10月24日に開幕したタッグリーグ戦『みちのくふたり旅 '98』にはSASUKE組からはSASUKE&サスケ・ザ・グレートとシーマ&フジの2チームがエントリー。SASUKEはシーマ組の優勝をアシストすると宣言してサスケ・ザ・グレートと反則負けを連発する。
タッグリーグ戦の途中の11月1日に開催された幕張メッセ大会ではデルフィン率いる正規軍との10人タッグマッチに敗れるものの、SASUKEは試合後折りたたみ式のちゃぶ台で缶ビールを飲みながら観客を巻き込んだトークシーンを展開。これはSASUKE組集会と呼ばれ、この時期のみちのくの定番となる。
11月3日の青森大会のメインイベントで予定されていた正規軍同士の6人タッグ戦にSASUKE、サスケ・ザ・グレート、シーマ、フジ、スワの5人で乱入し12人タッグマッチへのカード変更を迫る（この時興奮した観客の投げたビンがシーマに直撃し流血するアクシデントが起こっている）。SASUKE組は6人目のメンバーとして武輝道場の望月成晃を呼び込み、タッグ戦に勝利する。
12月19日の川崎大会ではレッスル夢ファクトリーの茂木正淑がSASUKEのパートナーとして登場する。

### サスケの暴走、デルフィン退団、SASUKE組崩壊
1999年1月10日の仙台大会、デルフィンの試合後にリングサイドにメンバーと現れたSASUKEはデルフィンのプライベートの暴露、さらに週刊ファイト紙に掲載された「デルフィン新団体設立」について詰問するも、デルフィンは無言で引き上げ、バックステージでSASUKEとの絶縁を宣言する。
1月13日の後楽園ホール大会でデルフィンは自身の試合後「SASUKEが業界のタブーを破った」としてこの大会限りでのみちのく退団を発表。メインイベントに登場したSASUKEは試合後「なんだタブーってよ。なんだプライバシーってよ。俺らレスラーだよ芸人だよ俺らにプライバシーなんかねぇんだよ！！」とデルフィンに真っ向から反論する。それと同時にバックステージでは正規軍との和解を匂わせるコメントを残す。
1月17日に東京都内で会見が開かれ、デルフィン、愚乱・浪花、薬師寺正人、星川尚浩、瀬野優、後にHUBとなる練習生、レフェリーの松井幸則の7人によるみちのく退団が発表される（その後浪花はみちのくの説得に応じ翌日団体預かりという形で復帰する）。会見途中会場にSASUKEが駆けつけデルフィンと問答するも話が平行線をたどる中、会見の司会を務めていたテッド・タナベに「上の選手（トップレスラー）はもっと下の人間（若手・中堅レスラー、スタッフ）のことを考えてやってください。2人がこうやっていがみ合ってるのを見たら・・やっぱり下の人間は不安に思います。それが今回噴き出したという風に、解釈してください」と諌められる。会見後にSASUKEはテッドと抱き合い「テッドさん・・・ごめん。ホントにごめん」と涙を流す。
この大量離脱に自身の責任を感じたSASUKEは新崎人生と共に禊の四国八十八箇所逆打ち巡礼を慣行。SASUKEの行動に反省が見られたとして2月10日をもって元のリングネームと入場曲の使用を許可される。
時期を前後して2月7日に闘龍門JAPAN横浜文化体育館大会にて開催されたNWA世界ミドル級王座決定1DAYトーナメントにSASUKE（マスクは元々の赤マスクのものを着用）、サスケ・ザ・グレート、シーマ、フジ、スワの5名が参加。決勝でSASUKEがマグナムTOKYOを破り王座を獲得するもラフファイトを封印したSASUKEに不服を抱いたCRAZY-MAXの3名が試合後襲撃、3月13日のみちのく矢巾町大会でSASUKE組から脱退を宣言する。
更に4月28日の大田区体育館大会でサスケ対サスケ・ザ・グレートの試合前に「SASUKE組は終わった」とリング上でSASUKE組の旗を破り裂く。試合に勝利したサスケがサスケ・ザ・グレートに「お前は永久追放だ！」とマイク。これによってSASUKE組は事実上崩壊した。

### 緊急再結成、その後
2001年7月22日、久々のみちのく参戦を果たしたディック東郷が折原とタッグを組みサスケ、西田秀樹との試合前、突如パートナーである折原を襲撃。状況を飲み込めず呆然とするサスケと西田を謎のつなぎを着た男が襲い掛かる（のちにサイキックと命名）。更にリングサイドに現れた296に呼び込まれこの時期フリーランスとしてみちのくに参戦していた外道が登場。この3人対サスケと西田に、裏切りに遭った折原での6人タッグ戦にカードが変更されるも東郷組が圧勝。東郷組は自らのチームをファー・イースト・コネクション（F.E.C.）と名乗る。一方サスケと折原は打倒F.E.C.の名の下に結託する。
9月16日の名取大会でNWA世界ミドル級王者としてF.E.C.メンバーの石井智宏の挑戦を受けたサスケ。試合には勝利し王座を防衛するが、試合後F.E.C.が乱入しマスクを剥がされてしまう。折原も暴行を受ける中、青マスクを付けてリングに戻ってきたサスケはF.E.C.潰しのためにSASUKE組再結成を宣言する。
10月8日の仙台大会にて、SASUKE＆サスケ・ザ・グレート対東郷&石井のタッグマッチが行われSASUKE組はF.E.C.とラフファイト合戦を展開。最後はレフェリーのテッド・タナベにSASUKEが暴行を働き反則負けとなってしまうが、最後はラダーで挟んだ東郷と石井を上からパイプイスで殴打し完全KOしてみせる。
11月2日の鹿角大会の『みちのくふたり旅 '01』決勝はサスケ&折原を破ったF.E.C.の東郷&外道が優勝と同時に復活したUWA&UWF認定インタ－コンチネンタルタッグ王座を戴冠。初防衛戦の相手にSASUKE組を逆指名する。後楽園ホールで行われたタイトル戦はラダー、竹刀、パイプイス、テーブルが飛び交うハードコアな内容となるも、最後はサスケ・ザ・グレートが東郷をフォールしタッグ王座を奪取する。
2007年12月23日の後楽園ホール大会で宇宙大戦争 最終決着戦!!にて藤田ミノル扮するザ・グレート・フジタミノルと組んでの佐藤兄弟（佐藤秀&佐藤恵）との試合にSASUKEとして参戦。試合中にマスクを剥がされるものの、下に赤マスクを被っており試合に勝利するも、青マスクを被っていた時の記憶がなく、最終決着戦と銘打たれた宇宙大戦争の継続を明言してしまう。
2008年6月19日のみちのくプロレス15周年ノスタルジックツアー後楽園ホール大会にて、SASUKE組（SASUKE、サスケ・ザ・グレート、望月＋フジイ）が限定復活し東郷、テイオー、獅龍の海援隊★DXと対戦し敗北するも、試合後ちゃぶ台を持って登場した茂木を加えた5人で久々のSASUKE組集会が開催される。また、同年9月26日の新宿FACEでの折原の自主興行『MOBIUS』の『エル・メホール・デ・マスカラード・トーナメント』に参戦したサスケはトーナメント一回戦勝利後サスケ・ザ・グレートに殴られ失神しバックステージに連れ去られる。同トーナメント準決勝に姿を現した際にはSASUKEに変身しており、そのまま準決勝、決勝と勝利しトーナメント優勝を果たす。

## メンバー
- SASUKE
- サスケ・ザ・グレート
- 折原昌夫（MOBIUS）
- 小野武志（格闘探偵団バトラーツ）
- シーマ・ノブナガ（CRAZY-MAX＝闘龍門JAPAN）
- スモー・フジ（同上）
- ジュードー・スワ（同上）
- 望月成晃（武輝道場→闘龍門JAPAN）
- 茂木正淑（レッスル夢ファクトリー）

最高顧問
- 獣神サンダー・ライガー（新日本プロレス）

サスケ・ザ・グレートの正体に関しては基本的には折原が担当していたが、1999年の結成会見や幕張メッセ大会の10人タッグマッチなどではかつての海賊男よろしく、複数の人物が変身していた模様。

## 戦績
NWA
- NWA世界ミドル級王座 - SASUKE

みちのくプロレス
- UWA&UWF認定インターコンチネンタルタッグ王座 - SASUKE&サスケ・ザ・グレート

MOBIUS
- エル・メホール・デ・マスカラード・トーナメント優勝 - SASUKE

## その他
2008年のノスタルジックツアーにて度々サスケからSASUKEに変身することがあったが、変身条件はデルフィンの退団を報じた週刊ファイトで叩かれるというものであった。